# Nettleden with Potten End
Nettleden with Potten End är en civil parish i Storbritannien.   Den ligger i grevskapet Hertfordshire och riksdelen England, i den södra delen av landet, 40 km nordväst om huvudstaden London.